# Vespa P80X

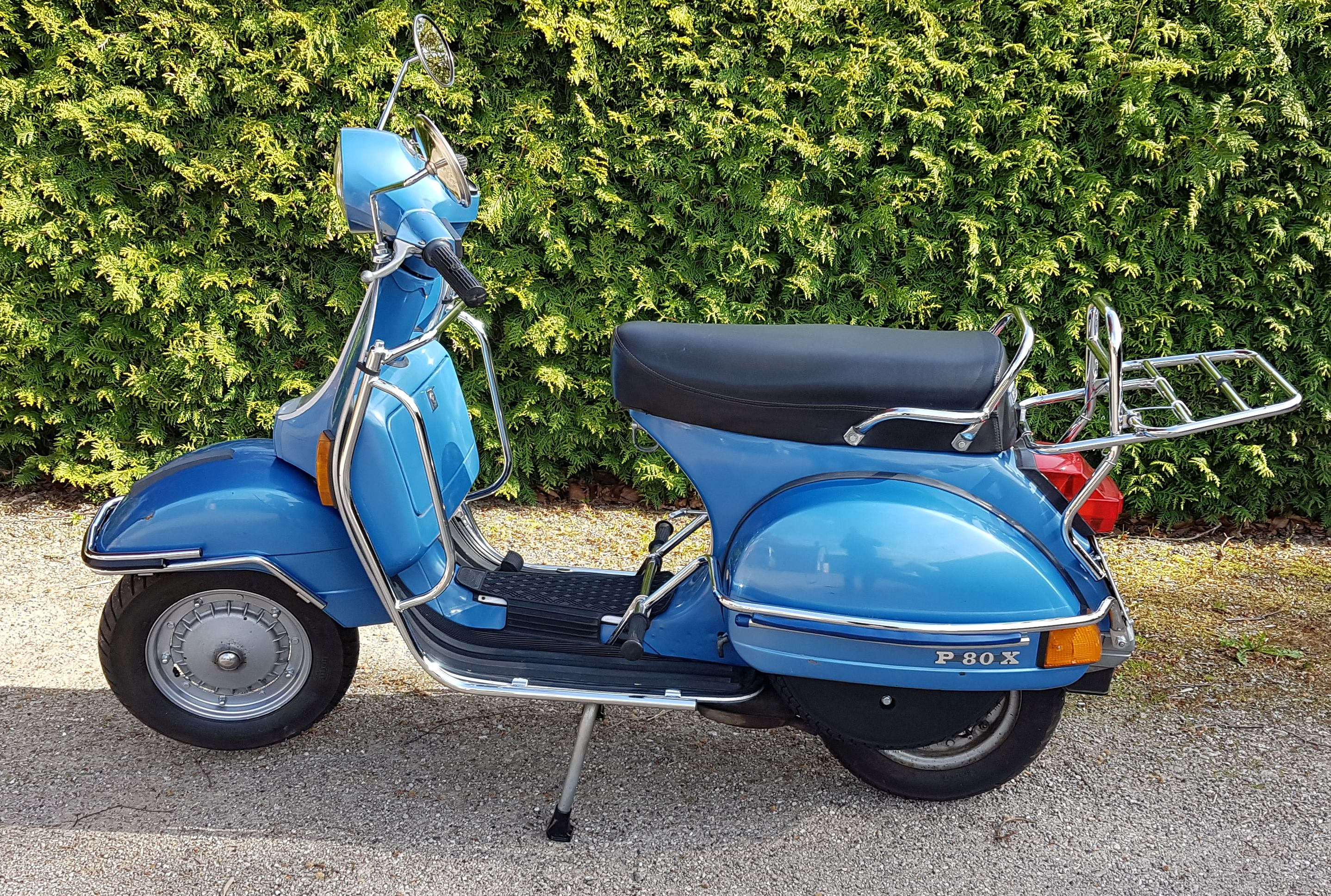
Vespa P80x Baujahr 1981

Die Vespa P80X ist ein von 1981 bis 1986 gebauter Motorroller des italienischen Herstellers Piaggio.
Die Vespa P80X ist Teil der Modellreihe nuova linea (Neue Linie), zu der auch die Vespa P 200 E gehört. Umgangssprachlich wird die P80X auch als PX80 bezeichnet. Die Vespa P80X wurde später durch die Vespa PX80E Lusso auf dem Markt ersetzt.

## Design
Von der Vespa P80X existierten zwei Versionen. Die erste Version wurde bis Mitte 1982 auf dem deutschen Markt angeboten und verfügte über einen außen liegenden Seitenhaubenverschluss. Die Achse des vorderen Steuerrohres hatte einen Durchmesser von 16 mm. Bei der zweiten Version, welche ab Mitte 1982 bis 1986 angeboten wurde, befand sich der Seitenhaubenverschluss unter der Sitzbank und die Achse des vorderen Steuerrohres hatte einen Durchmesser von 20 mm. Dieser Modelltyp wird auch als „Zwittermodell“ bezeichnet. Im Beinschild und in den Seitenhauben befanden sich die Fahrtrichtungsanzeiger.

## Motor
Der Motor war mit einem Zylinder ausgerüstet, welcher über eine Bohrung von 46 mm verfügte und über einen Hub von 48 mm. Als Vergaser diente ein Dell’Orto SI 20/20D. Der Motor leistete 5 kW bei 6000/min.